# Tetrafilide
Tetrafilidele (Tetraphyllidea) este un ordin de cestode care au scolexul prevăzut cu patru botridii. Au corpul constituit din trei părți: scolex, gât și strobil.

## Caractere morfologice
Cele patru botridii de pe scolex, caracteristice pentru aceste cestode, au aspecte foarte variate: pedunculate sau sesile, netede sau cloazonate, uneori compartimentate.  De regulă botridiile sunt lățite, alungite și lobate ca niște frunze, adesea pedunculate  și foarte mobile. Suprafața lor poate să fie complicată prin formarea de septe și de areole.  Pot exista pe scolex, de asemenea, cârlige sau spini puternici. 
Tetrafilide au o forme în general alungită, cu multe proglote pe strobil, care se pot detașa înainte de maturarea aparatului genital,  se pot mișca și împerechea reciproc; ele pot trăi independente în intestinul gazdei, unde are loc și împerecherea. 

## Ciclul vital

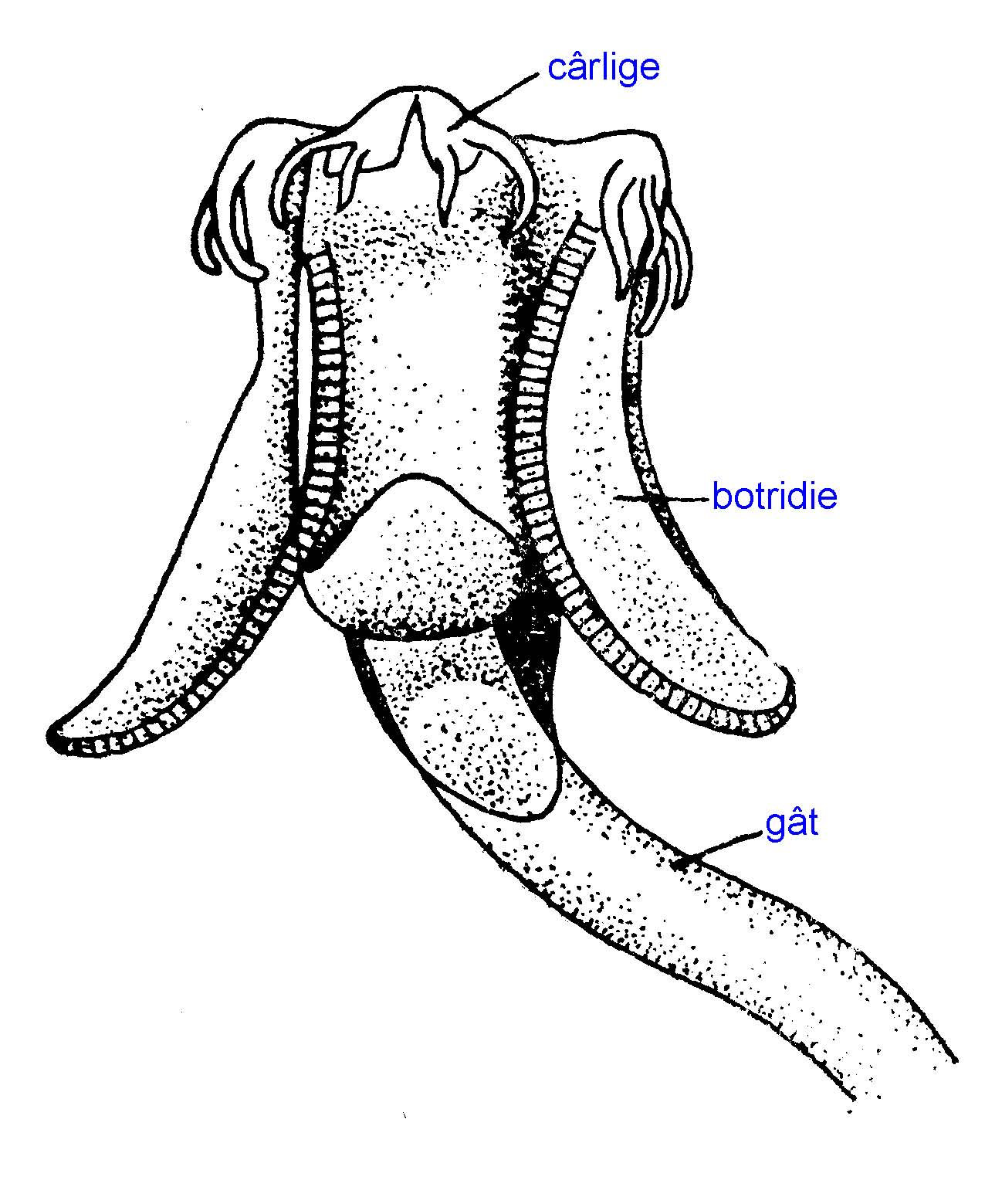
Scolex de Pedibothrium longispine

Ciclul evolutiv probabil cu 2 gazde intermediare. Primele gazdele intermediare sunt necunoscute, larvele sunt găsite în peștii teleosteeni marini (probabil a două gazdă intermediară sau gazdă paratenică).
Parazitează în intestin, majoritatea la peștii selacieni marini, unele la peștii dulcicoli sau la amfibieni și reptile. Pedibothrium longispine și Anthobothrium cornucopia sunt parazite în intestin la selacieni.

## Clasificare
În acest ordin sunt incluse 60 genuri și circa 800 de specii descrise, repartizate în 7 familii (Cathetocephalidae, Disculicipitidae, Prosobothriidae, Dioecotaeniidae, Onchobothriidae, Phyllobothriidae și Chimaerocestidae).